# Eugenia Dumitrașcu
Eugenia Dumitrașcu-Luca (n. 26 iulie 1931, Traian, Bacău, România – d. 26 august 2003, Timișoara, România) a fost o graficiană și pictoriță română, profesor universitar la Facultatea de Desen a Universității Timișoara (1962-1977). 

## Biografie
Îm anul 1956 a absolvit Institutul de Arte Plastice „Ion Andreescu” din Cluj. Primește repartiție la Ministerul Industriei Ușoare - Centrul de Creație Modele și Contexturi și devine membră a Uniunii Artiștilor Plastici București. În anul 1957 se căsătorește cu pictorul Adalbert Luca, se stabilește la Timișoara și expune frecvent la saloanele regionale și județene ale Filialei timișorene a Uniunii Artiștilor Plastici. Între anii 1962-1977 a fost cadru didactic la Facultatea de Desen a Universității din Timișoara.

## Opera
Lucrări monumentale la: Jebel, jud. Timiș (frescă - 1963) și Timișoara (frescă - 1965) 
Participă la peste 50 de expoziții de grup și colective deschise la București și în centre de cultură ale țării, precum și în expoziții românești de peste hotare: Roma/Italia (1964); Milano/Italia (1965); Novi Sad/Iugoslavia (1969); Modena/Italia (1974); Neue Lobeda, Jena/Germania (1982); Gera/Germania (1984); Debrecen/Ungaria (1992); Szeghet/Ungaria (1990, 1993); Viena/Austria (2000); Stockholm/Suedia (2000). 
Prezentă în tabere de creație la: Suceava (1970); Rudolstadt/Germania (1979, 1981); Cenad (1984); Făget (1985), Tescani (1985); Racea/Iugoslavia (1990); Strehaia (1995, 1996) și în excursii documentare din: Bulgaria, Ungaria, Cehoslovacia (1965); Polonia (1972); U.R.S.S. (1984).
Lucrări în colecții de stat și particulare din România, Argentina, Germania, Austria, Franța, Grecia, Spania, Olanda, S.U.A, Canada, Japonia, Elveția, Vietnam, Olanda, Rusia, Iugoslavia, Israel.
Peste 35 de expoziții personale în țară și în străinătate (selectiv): Reșița (1958); Bacău (1965); Arad (1966); Timișoara (1968,1972-1975,1980-2000); Cluj-Napoca (1977,1979); București (1978,1985,1992); Iași (1979); Galați (1979);  Smederevo/Iugoslavia (1990); Thionville/Franța (1994); Tokyo/Japonia (2000).

## Aprecieri critice
„Aș vrea ca opera mea să continue o gândire filozofică, și aceasta fără să fac o artă controlată matematic” - declară Eugenia Dumitrașcu, într-un interviu din 1976, într-o perioadă când viziunea artistei este pe deplin constituită, opțiunile sale apărând foarte limpede, atât în ceea ce privește universul figurativ, ca ansamblu de construcții plastice, cât și ca formulă stilistică. Mai intens ca niciodată, acum, la intrarea în maturitate, ține să-și mărturisească constanta chemare a ordinii, a rigorii geometrice, în condițiile în care presiunea realului, exercitată odată cu tensiunile afective („arderile interioare sunt gata să mă divulge” - exclama cu câțiva ani mai devreme) nu și-au epuizat niciodată acțiunea, puterea de a menține trează atenția artistului”.
„Cunoscută ca o graficiană de vocație, prin preeminența desenului, deopotrivă suplu, expresiv și riguros, Eugenia Dumitrașcu încorporează în arta sa, în egală măsură, valorile picturalului, utilizând cu rafinament resursele culorii. Tehnica mixtă adoptată într-o formulă personală, cuprinzând lazururi, reveniri stăruitoare, diluări de materie, un colaj discret și, uneori, un grafism alb de sinteză, îi îngăduie să obțină prodigioase efecte de spațiu și atmosferă, de acorduri cromatice prețioase sau de modalități subtile, în game unitare. Tonalitatea afectivă generală poartă o amprentă predominant senină și echilibrată, iar transfigurarea rămâne cu rădăcinile și ecourile în esența realului și a umanului. Prezența sa de aproape patru decenii în peste 30 de expoziții personale, în saloane oficiale, în expoziții jubiliare și colective, din țară și de peste hotare, realizarea unor lucrări de artă monumental-decorativă, la care se adaugă fructuoasa activitate pedagogică desfășurată la Facultatea de Desen - sunt jaloanele afirmării și confirmării Eugeniei Dumitrașcu printre artiștii reprezentativi ai mișcării plastice timișorene”.
„Creatoare de finețe, cu un viu simț al cromaticii, Eugenia Dumitrașcu (1931-2003) a realizat frecvent acuarele al căror efect plastic deține o mare capacitate de sugestie în restituirea unor aspecte văzute sau posibile în real. Efectele fuziunilor și transparențele se așază disciplinat, docil în peisaje cu case și cu copaci, în întinderi vegetale variat jucate pe planuri de adâncime, aflate sub o linie de orizont generoasă, sub un cer înalt(Peisaj, Case, Oglinda solară, Casa de acasă, La Tescani, Moara roșie - Făget, 1980-1990). Buna stăpânire a tehnicii i-a permis, de asemenea, și realizarea unor  portrete caracterologice cu fizionomii îngrijit transpuse și cu stări psihologice favorizate de clipa de față, de ochiul și de mâna realizării (Mioara, Victor Gaga, Deliu Petroiu, Diodor Dure 1995). Într-o ultimă etapă va realiza, în același spirit, dar în formulă abstractă, pe ritmicități alerte, mai multe lucrări, aici culoarea fiind stimulată de proliferarea formei și forma fiind intensificată cromatic (Zbor, Structură, Compoziție 1995)”.